# Johann Georg Fellwöck
Johann Georg Fellwöck (auch: Johann Georg Felbäch) (* 1728 in Oberhausen in Niederbayern; † 1810 in Würzburg) (abweichendes Geburtsdatum 1702) war ein deutscher Mechaniker.

## Leben
Johann Georg Fellwöck wurde als Sohn des Sebastian Felbäch, Schreiner in Lodersöd, geboren.
Er arbeitete mit dem Hofschreiner Franz Benedikt Schlecht in der Würzburger Residenz zusammen und wurde mit Johann Georg Neßtfell bekannt, spätestens als dieser 1755 vom Fürstbischof Adam Friedrich von Seinsheim den Auftrag erhielt ein Planetarium zu bauen. Johann Georg Fellwöck wurde sein Mitarbeiter und war maßgeblich an der Erstellung von zwei großen Mauerquadranten für die Universitätssternwarte beteiligt, da Neßtfell zu diesem Zeitpunkt bereits öfter erkrankte. Dieser vermachte Johann Georg Fellwöck testamentarisch sein gesamtes Werkzeug sowie Holz, Eisen, Stahl und Messing gegen eine Entschädigung von 40 Gulden an einen jugendlichen Verwandten. Als Nachfolger von Neßtfell war er mit dem überlassenen Material bestens ausgestattet und strebte nun den Titel seines Meisters an. In dieser Zeit wurde er gemeinsam mit seinem Bruder Stefan zur Meisterprüfung der Schreinerzunft in Würzburg zugelassen. Obwohl sie Auswärtige waren, mussten beide nur das kleine Meisterstück des Schreiners präsentieren, ein Privileg, das nur für die Söhne von Würzburger Handwerksmeister reserviert war. Vermutlich erfolgte dieses Zugeständnis durch Intervention von höherer Stelle.
Bis 1766 zog Fellwöck das Planetarium von Neßtfell in der fürstlichen Universitätsbibliothek ohne Entgelt regelmäßig auf, zerlegte und reinigte es.  Da er an der Herstellung des Planetariums beteiligt war, kannte er die Feinheiten und wusste sie entsprechend zu pflegen. Im gleichen Jahr bat er den Fürstbischof um eine Entschädigung in Form eines zinslosen Darlehens in Höhe von 1.000 Gulden, die er jährlich mit 50 Gulden abtrug. Der Fürstbischof erkannte den Bedarf der Universität an einem Mechaniker und stellte ihn ein, allerdings erhielt er erst ab 1769 eine regelmäßige Bezahlung in Form von zwei Malter Korn im Jahr, die er dann bis zu seinem Lebensende erhielt, obwohl er seit Mitte der 1770er Jahre die Maschine nicht mehr aufzog.
Als Universitätsmechaniker war er dem Direktor der Sternwarte Professor Franz Huberti unterstellt, der einige Arbeiten in Auftrag gab, unter anderem 1766 die Erstellung eines beweglichen Quadranten mit zwei Fernrohren (heute im Technischen Nationalmuseum in Prag), 1768 einen Höhenquadranten (befindet sich heute im Deutschen Museum in München) und eine astronomische Pendeluhr (heute im Bayerischen Nationalmuseum), die bis zur Zerstörung der Sternwarte 1945 genutzt wurde. Die Noniusskalen der Quadranten, die Johann Georg Fellwöck unter der Anleitung von Huberti herstellte, waren eine große Verbesserung gegenüber den Skalen an Netfells Mauerquadranten.
Johann Georg Fellwöck fertigte unter Anleitung des Würzburger Paters Fridericus a Santo Christophero ein Planetarium, das später vom Kloster Banz erworben wurde. Auch Huberti baute 1764 für die Würzburger Universität ein Planetarium an dem Fellwöck mitarbeitete.
Nach Benedikt Schlecht wurde er als Hofschreiner in der Residenz beschäftigt.

## Ehrungen
Johann Georg Fellwöck wurde 1809 Ehrenmitglied in der Gesellschaft zur Vervollkommnung der mechanischen Künste und der Handwerker.